# Lycomormium
Genre
Lycomormium est un genre d'orchidées comptant cinq espèces originaires des Andes

## Liste d'espèces
- Lycomormium ecuadorense H.R.Sweet - Équateur
- Lycomormium elatum C.Schweinf. - Pérou
- Lycomormium fiskei H.R.Sweet - Équateur, Pérou
- Lycomormium schmidtii A.Fernández - Colombie
- Lycomormium squalidum (Poepp. & Endl.) Rchb.f. - Équateur, Pérou, Colombie